# 청안 이씨
청안 이씨(淸安李氏)는 충청북도 괴산군 청안면을 본관으로 하는 한국의 성씨이다.

## 참고 자료
- “청안이씨(淸安李氏)”. 뿌리를 찾아서.[깨진 링크(과거 내용 찾기)]